# Bahnhof Gars-Thunau

Der Bahnhof Gars-Thunau ist ein Durchgangsbahnhof der Kamptalbahn im Ort Thunau in der Marktgemeinde Gars am Kamp in Niederösterreich.

## Bahnhof
Das Bahnhofsgebäude wurde 1888/89 im Zuge des Baues der Kamptalbahn errichtet. Der Bahnhof ist unbesetzt und wurde bis zum Fahrplanwechsel 2023/2024 vom Zugleitbahnhof Horn betreut. Seither ist die Kamptalbahn vollständig in die Betriebsführungszentrale Wien eingebunden und wird von dort aus ferngesteuert. Der Bahnhof wird für fahrplanmäßige Zugkreuzungen auf der eingleisigen Strecke der Kamptalbahn genutzt. Im Bahnhofsgebäude befinden sich Warte- und Sanitärräume. Der Bahnhof verfügt über einen kostenlosen Park&Ride-Parkplatz neben dem Empfangsgebäude.

## Geschichte
Nach Errichtung der 1889 eröffneten Kamptalbahn entwickelte sich Gars am Kamp zum bedeutendsten Sommerfrische-Ort des Kamptals, der über die Kamptalbahn bequem erreicht werden konnte. Neben dem Personenverkehr kam dem Bahnhof auch eine besondere Bedeutung als Güterbahnhof zu, da sich in Gars am Kamp mehrere Großmühlen befanden, die ihre Mahlerzeugnisse fast ausschließlich über den Bahnhof Gars-Thunau expedierten. Ein baugleiches Bahnhofsgebäude, das jedoch durch unsensible Sanierungsmaßnahmen seinen ursprünglichen Charakter verloren hat, befindet sich – ebenfalls an der Kamptalbahn – in Horn und weitere  baugleiche Bahnhofsgebäude in Statzendorf und in Furth bei Göttweig.
Der Bahnhof wurde 1989/90 umfassend renoviert. 2004 wurden die auf dem Bahnhofsgelände befindlichen Güterabfertigungsgebäude abgebrochen und ein neuer Mittelbahnsteig errichtet. Das Bahnhofsgebäude steht unter Denkmalschutz. 2023 fanden auf der Kamptalbahn umfassende Sanierungsmaßnahmen statt, im Rahmen dessen am Bahnhof Gars-Thunau die Signalanlagen, Weichen- und Schrankensteuerungen komplett erneuert wurden. Auch wurde ein schlichtes Betonfertigteilgebäude für die elektronischen Einrichtungen südlich des Aufnahmsgebäudes errichtet.

## Galerie

Bahnhof vor 1898
Bahnhof vor 1902
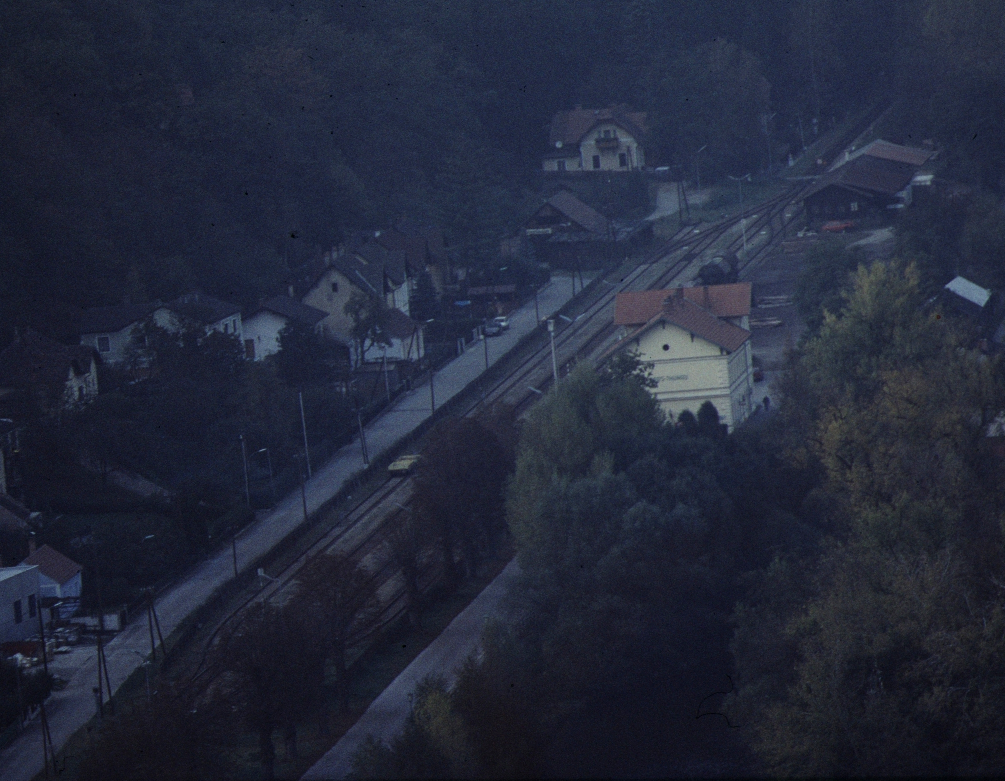
Bahnhofsanlage 1998
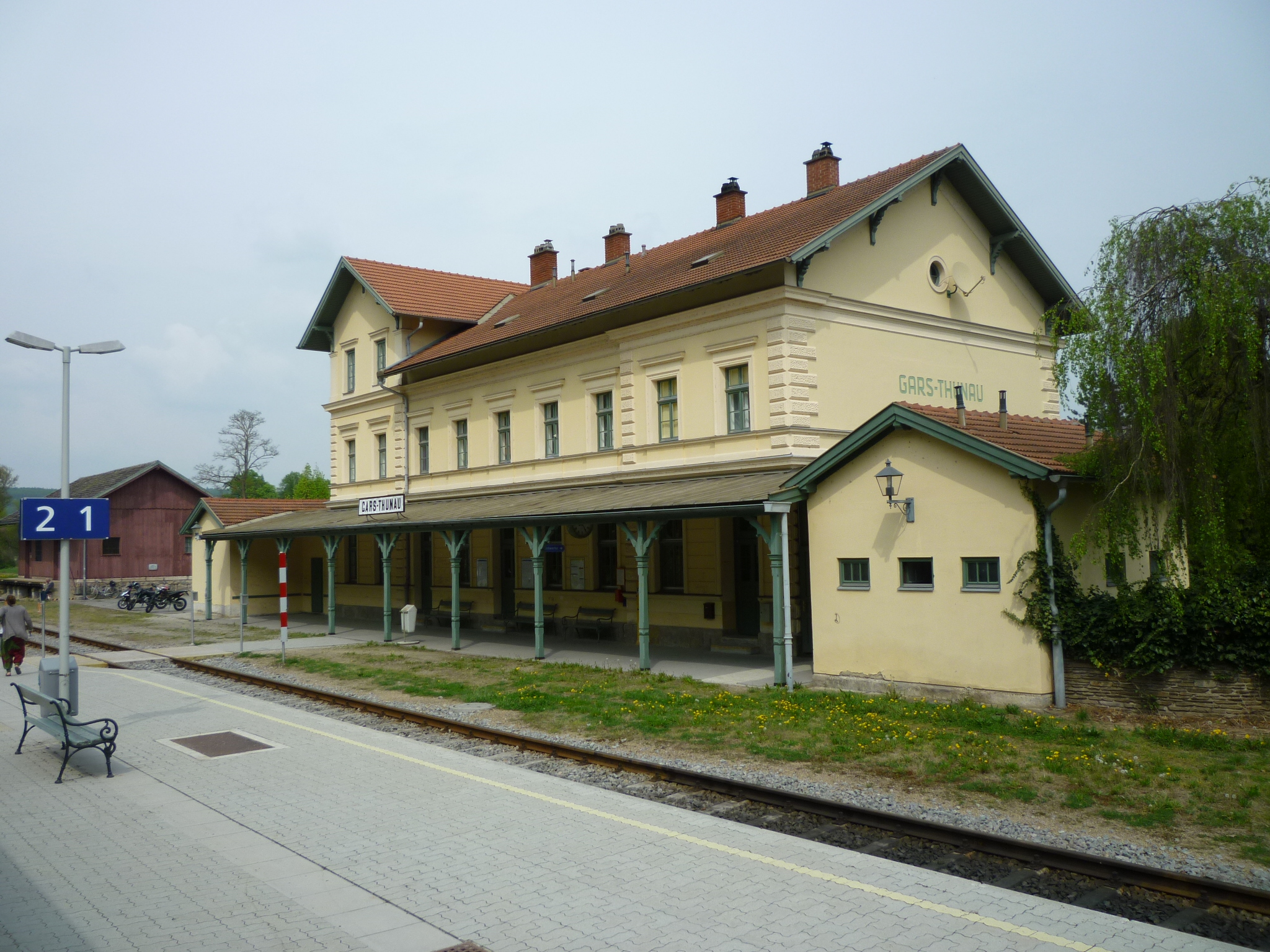
Bahnhofgebäude 2011
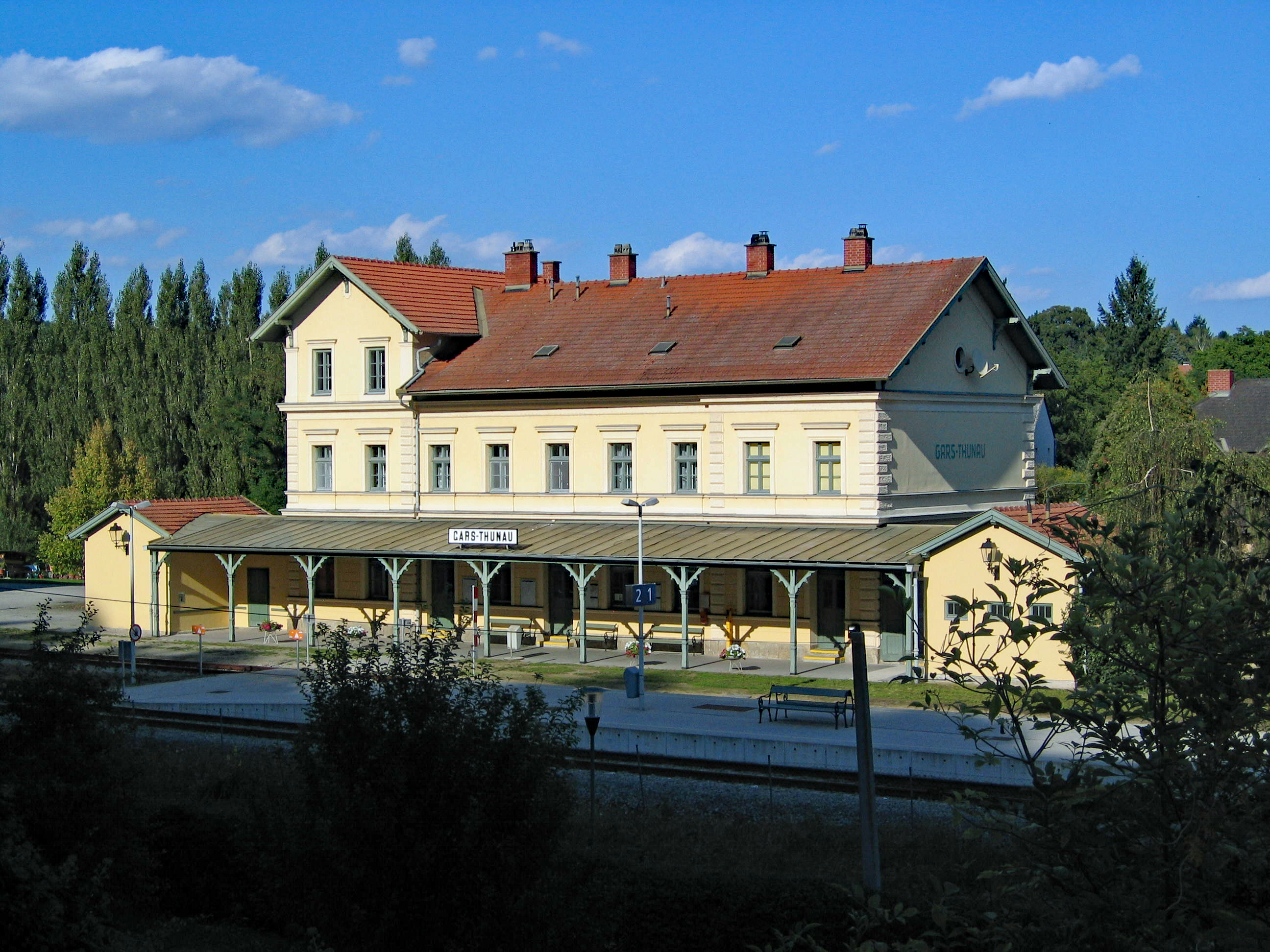
Bahnhofsgebäude 2014
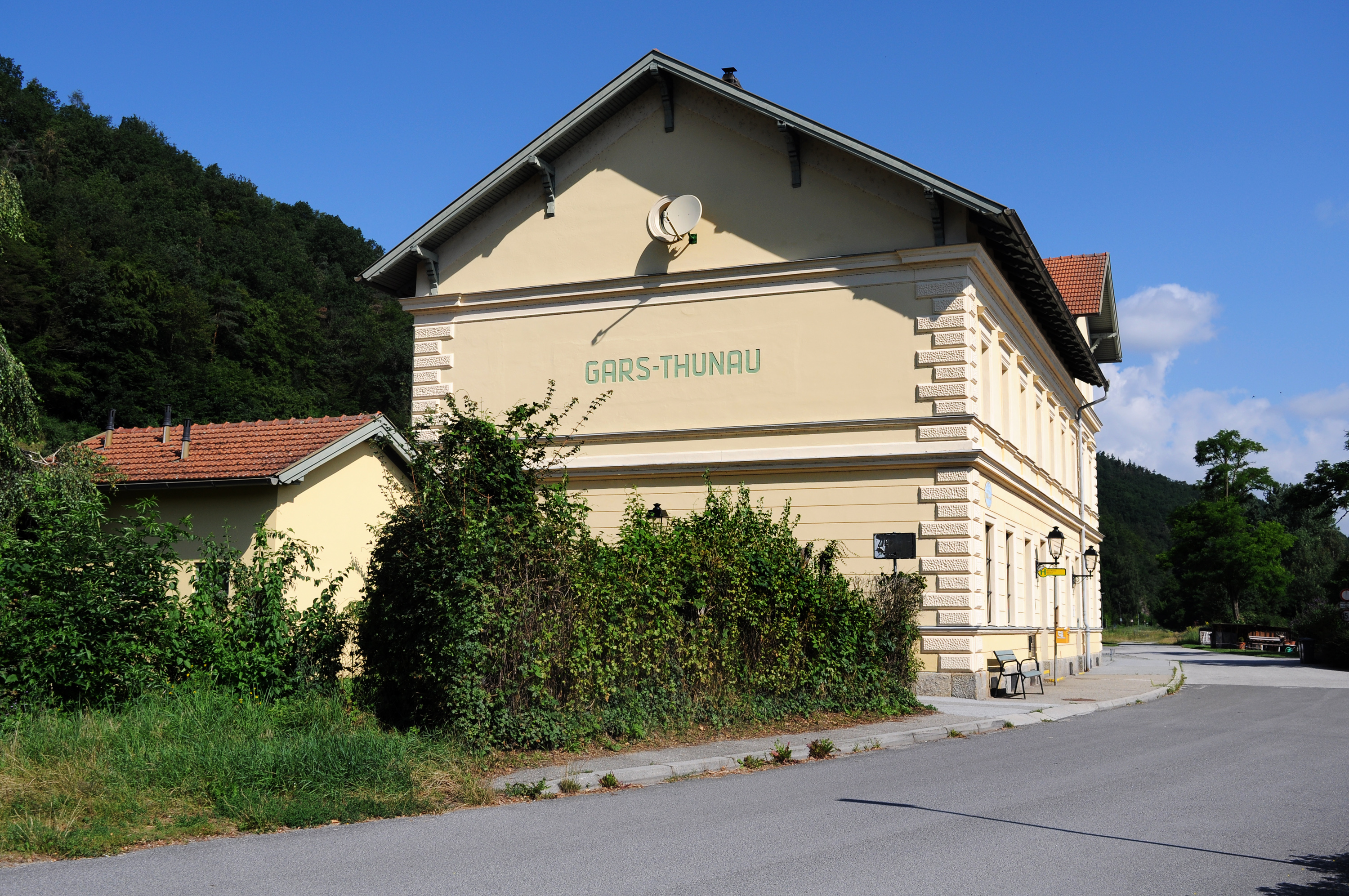
Bahnhofsgebäude 2016
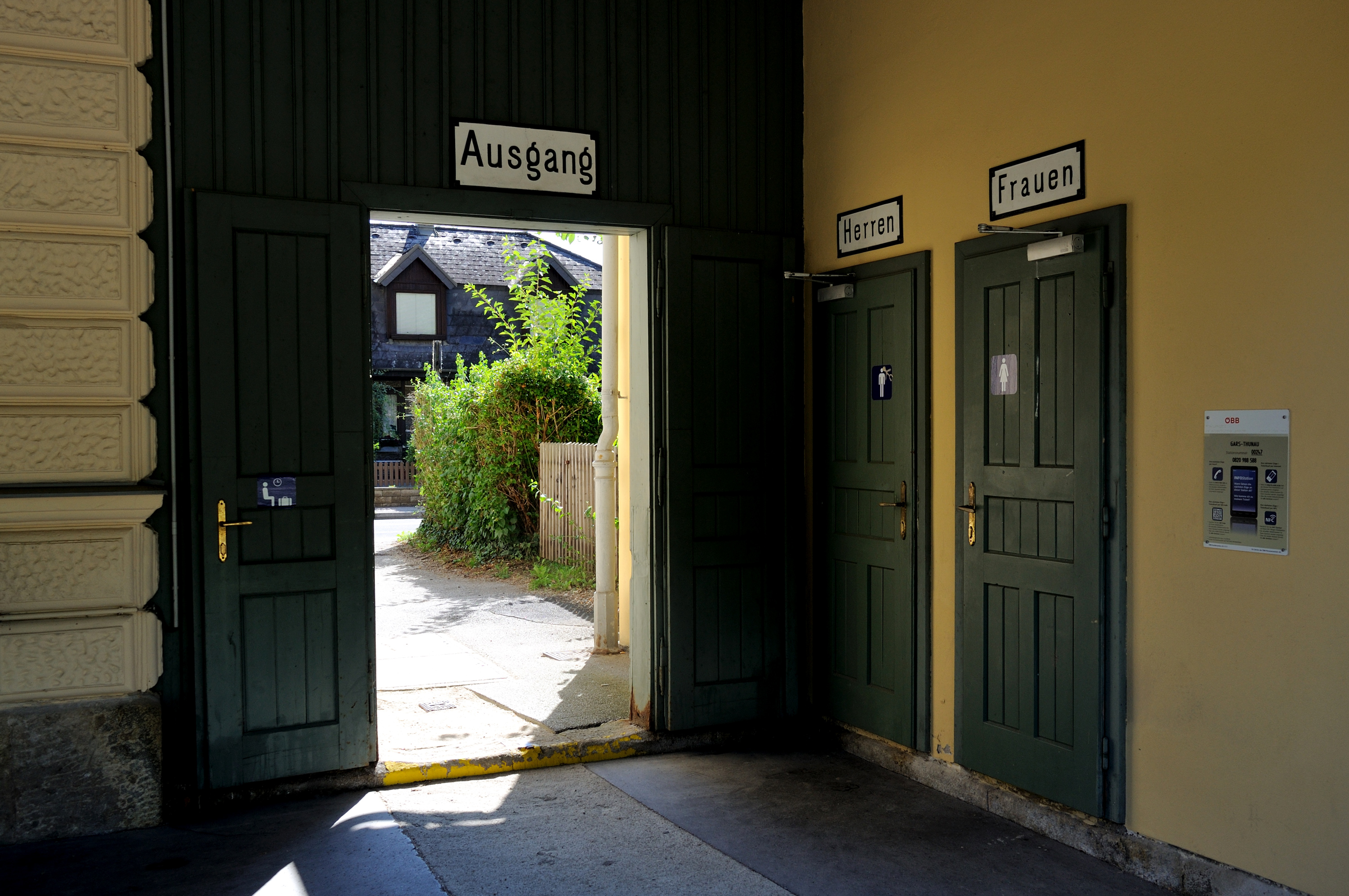
Ein- und Ausgang 2016
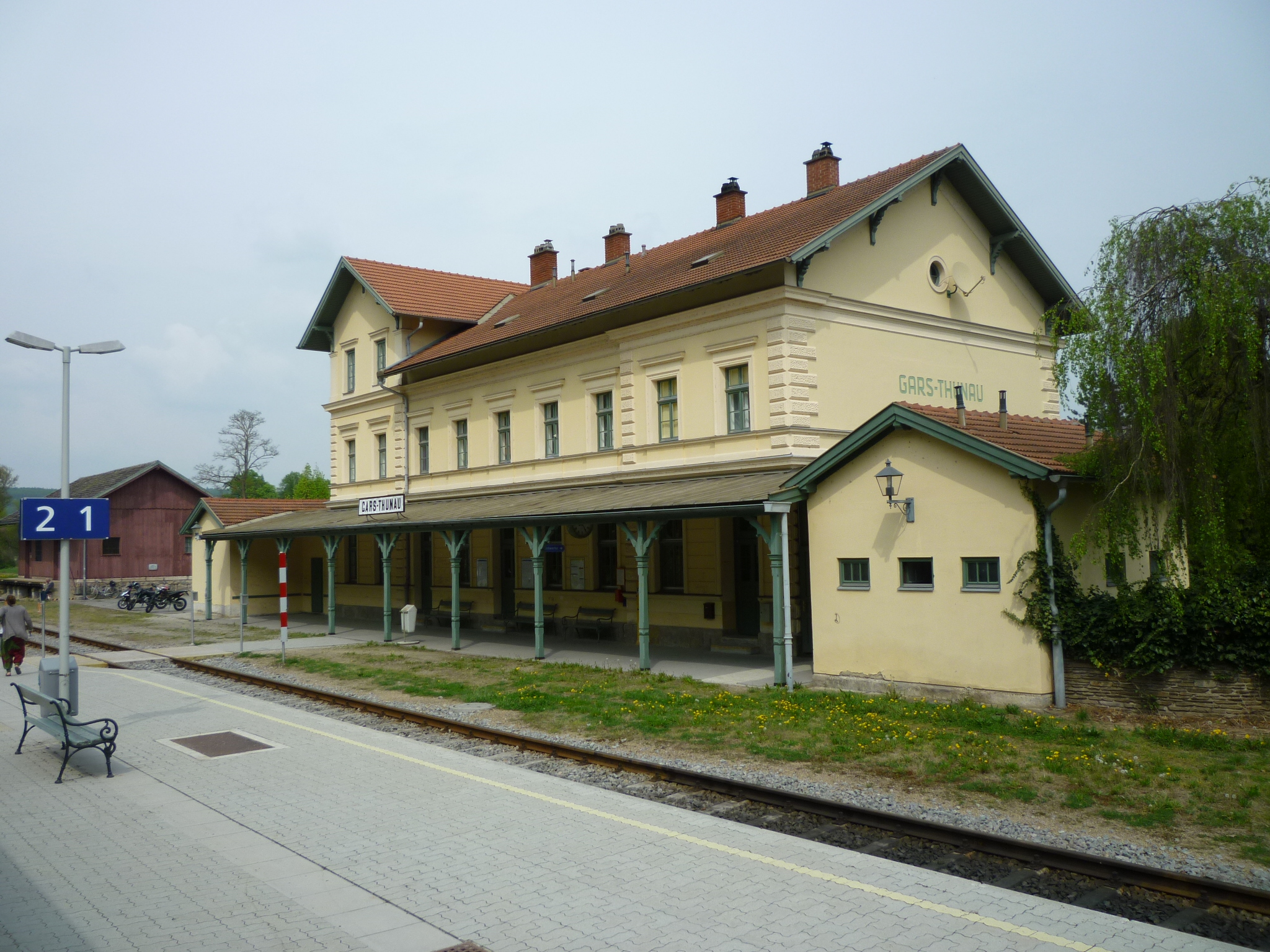
Bahnhofsgebäude 2021
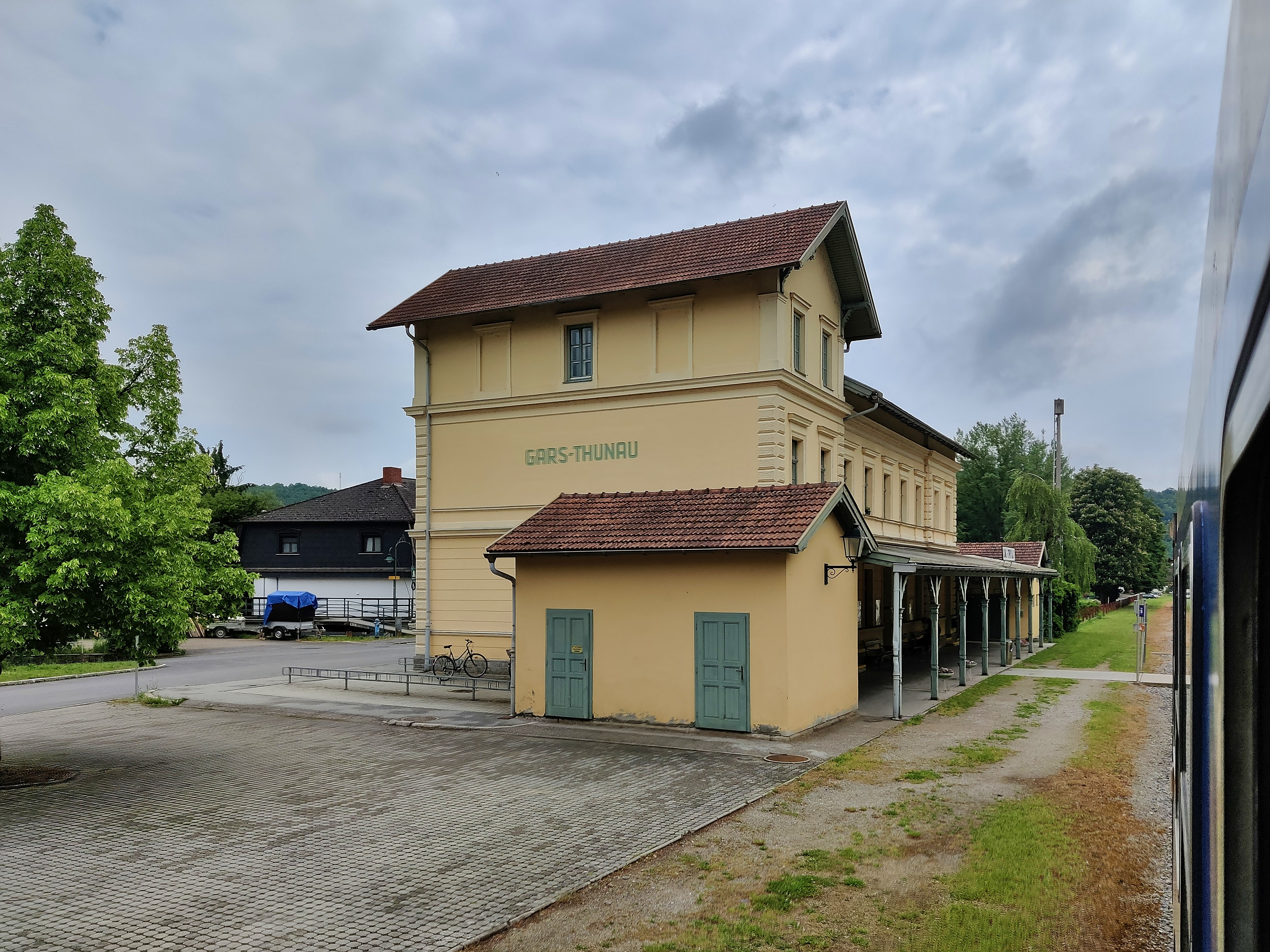
Bahnhofsgebäude 2021
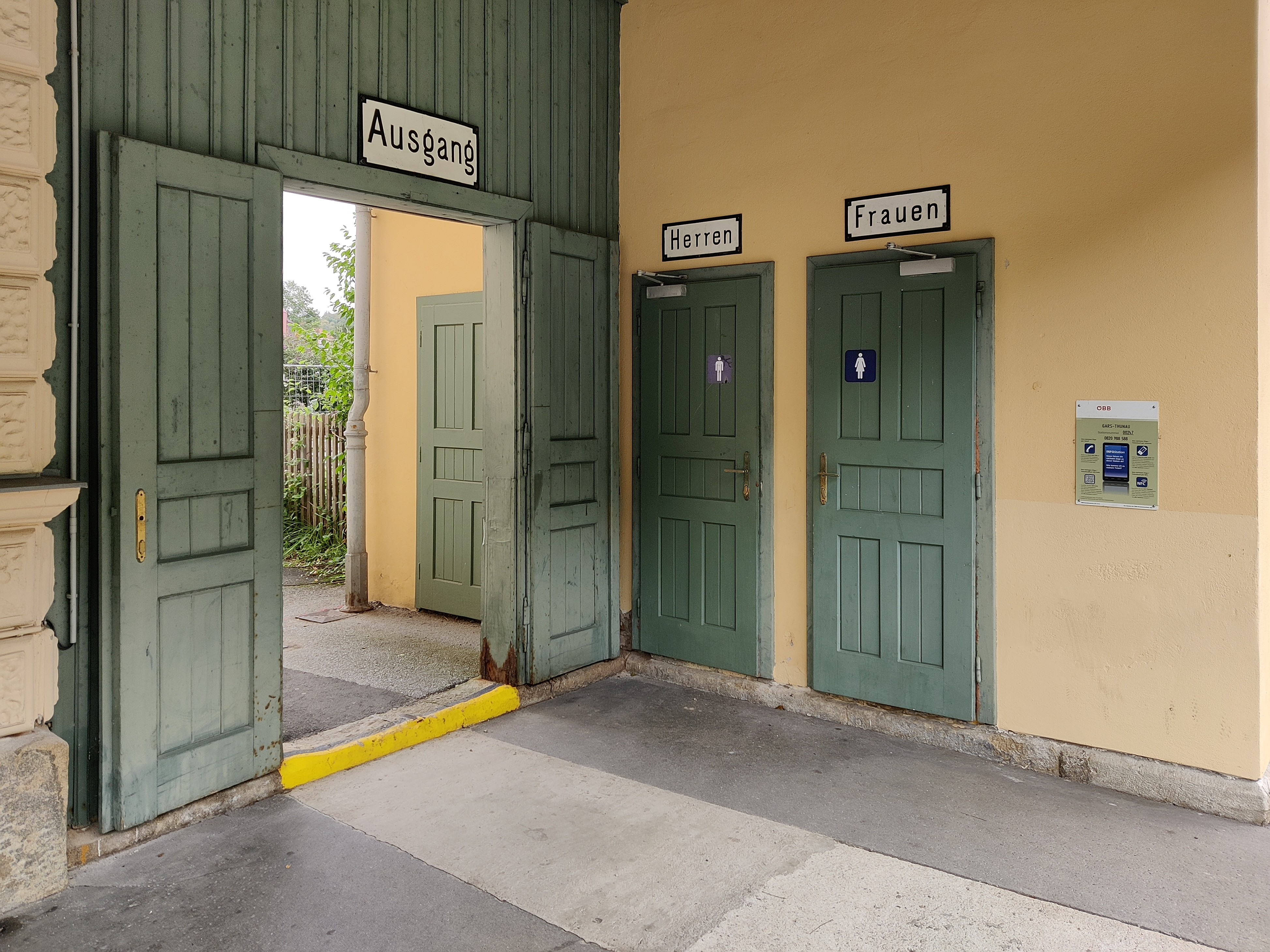
Ein- und Ausgang 2022
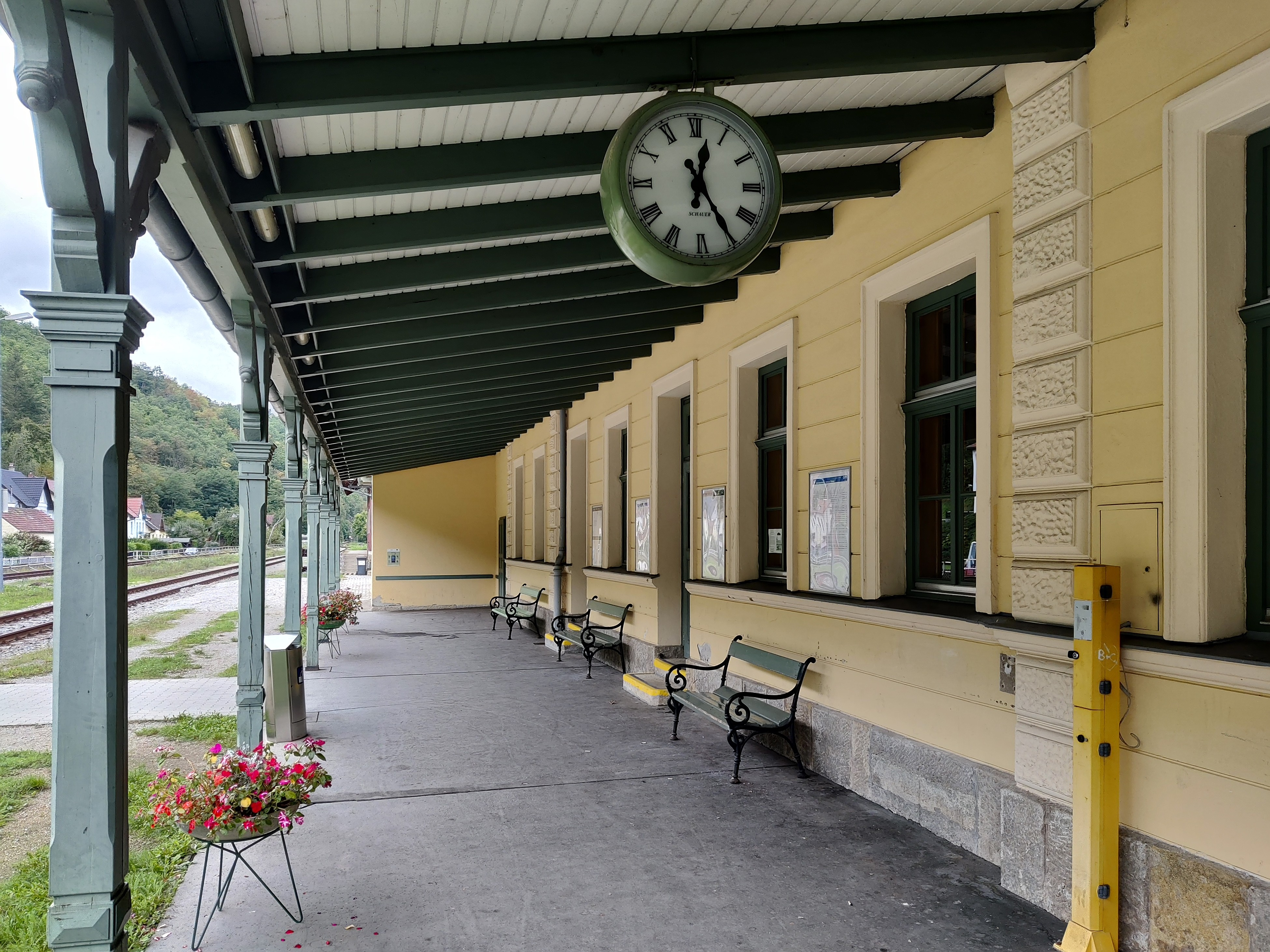
Bahnhofslaube 2022
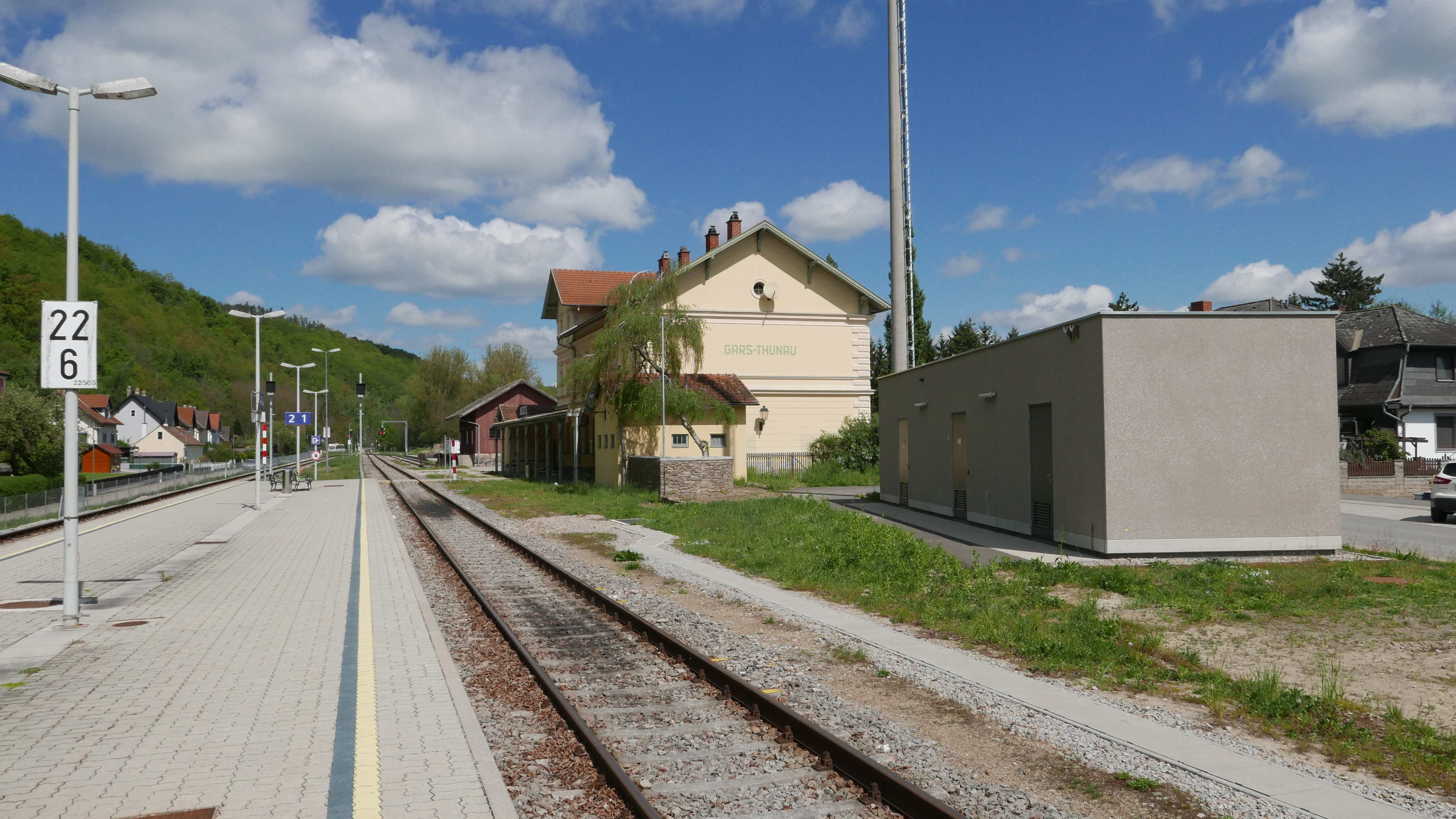
Bahnhofsareal 2024

## Linien im Verkehrsverbund Ost-Region
R Regional- und Regionalexpresszüge nach  St. Pölten Hbf über Hadersdorf am Kamp und Krems an der Donau sowie nach Sigmundsherberg über Horn.